# C22H23NO6
分子式C22H23NO6（摩尔质量：397.427 g/mol）可以指：
- 金链菌素（英语：Aureothin），CAS号：2825-00-5
- 乙基丽春花宁，CAS号：2650-36-4

|  | 这个同类索引页列出了具有相同分子式的化学物（即同分異構體）条目。 除非您是有意链接至本页，否则应将相应条目的内部链接指向正确的条目。 |